# Albalat (Cáceres)
Madina Albalat es un yacimiento arqueológico español de la provincia de Cáceres, situado en el término municipal de Romangordo. De origen árabe, tras la conquista cristiana del siglo XIII dio nombre a la campana de Albalat, cuyo territorio comprendía los actuales municipios de Casas de Miravete, Higuera de Albalat y Romangordo.
En 2009, un proyecto multidisciplinar dirigido por la arqueóloga Sophie Gilotte (CNRS UMR 5648 Histoire, Archéologie, Littéraures des mondes chrétiens et musulmans médievaux, Lyon) comenzó el estudio del yacimiento mediante excavaciones arqueológicas sistemáticas, contando con la colaboración de numerosos especialistas y voluntarios. 
Desde 2011 está incluido en la lista roja de patrimonio en peligro de Hispania Nostra.

## Historia
El yacimiento de Albalat es una fortificación de época musulmana instalada sobre una plataforma que domina la ribera izquierda del río Tajo, delimitada hacia este y oeste por barrancos poco profundos. En el siglo X es conocida como Maj dat al-Bal t, o el vado de la vía.  El nombre de Albalat (forma moderna del árabe al-Balat ), topónimo que aparece en la segunda mitad del s. X, evidenciando su vínculo con una vía de comunicación (Balat) y un paso que sería controlado desde la terraza en la ribera izquierda del Tajo donde se encuentra el yacimiento arqueológico. 
al-Idrisi emplea términos diferentes para designar las mudum (ciudades, plural de madīna), lo que permite obtener una jerarquía implícita   de los centros urbanos: qā`ida, madīnat al-mulk, madīna, madīna-qarya, madīna-Ḥiṣn, mādina-qal`a, madīna-balad-qal`a, madīna-ma`qil-Ḥiṣn, madīna-ma`qil. Así por ejemplo se refiere como madina-Ḥiṣn a Albalāt, Alcántara, Baena, B.l.šāna, Cabra, Lorca y Mula. El término Ḥiṣn que es el que se aplica a Albalat, finalmente hace referencia a un lugar fortificado de importancia variable, de un simple espolón a una ciudad, pero lugar que estructura el poblamiento de los alrededores. Ḥiṣn designa  a la vez castillo en el sentido material del término, pero también el conjunto territorial que de él depende. Es este último término el que ha llamado más la atención de los historiadores . En la obra consagrada a los Ḥuṣūn  ( singular Ḥiṣn) del sureste de al-Ándalus está demostrado que si Ḥiṣn es la palabra que principalmente designa al castillo, este último puede aparecer bajo la forma ma`qil, qașaba, qal`ao qașr. Parece por consiguiente ilusorio frente a esta diversidad terminólogica, querer dar a cada palabra un sentido preciso.
Por su situación, Albalat se convierte en un enclave de importancia estratégica, controlando un paso de la frontera y siendo un punto de partida para las expediciones militares, por estas razones se convierte en un objetivo militar desde finales del s. XI. Madina Albalat forma parte de la frontera del Tajo, controlando el paso entre Talavera de la Reina y Alcántara. Por esta razón se convierte en objetivo de los ejércitos almorávides quienes recuperan entre 1112-1119/20 esta fortificación de ribera hasta su destrucción supuestamente a manos de las milicias,  de Salamanca y Ávila en 1142. 
Estos movimientos militares demuestran el contexto de ofensivas bélicas y la fragilidad e inestabilidad de la frontera (Alfonso VI conquista Toledo, Talavera de la Reina y Coria, fundación de Plasencia en 1087), situación geo-política de ofensivas – contra ofensivas que modifica el modo de poblamiento del norte de Extremadura hasta la conquista definitiva de los territorios por Fernando III en 1230.
A partir de su destrucción en 1142,   Albalat fue integrado en las posesiones reales, antes de ser entregado, a finales del siglo XII, a la Orden de Trujillo (1195).
Este fracaso de recuperación se pudo deber a la pérdida de su valor estratégico, por el fracaso de los intentos de repoblación y la falta de recursos humanos en un contexto de presiones militares por parte del Califa Almohade Abu Yúsuf Yaacub al-Mansur quién en 1196 recupera todo esta región.
En Albala como se cita en textos del siglo XV  estaba uno de los puntos de pontazgo para la ovejas mesteñas, que pasarían seguramente por el puente del Cardenal.
Su situación sobre uno de los únicos puntos que permitían cruzar el río Tajo impidió que cayera para siempre en el olvido. Las respuestas a las grandes encuestas llevadas a cabo desde el siglo XVI, como la inacabada de Fernando Colón 

queda una villa despoblada orilla del camino que se llama Villa Vieja (otro nombre dado a Albalat), Colón, 1988

 o la desarrollada algunos siglos después por Pascual Madoz

junto al Tajo la heredad llamada Villa-vieja, que conserva trozos de muralla antigua y torreones», Madoz, 1845-1850, t. 12

 atestiguan esta memoria, así como el estado de las ruinas. El nombre de Albalat perduró también en las barcas (barcas de Albalat), utilizadas a lo largo de la Edad Media y en diversos momentos de la época moderna para cruzar el Tajo, así como en la federación de un conjunto de pueblos (Campana de Albalat) formada en la Baja Edad Media.

## Proyecto Arqueológico
La importancia de este enclave han convertido Albalat en el centro de investigación por el Proyecto Arqueológico Madinat Albalat que tiene el objetivo a través de estudios multidisciplinares de conocer la realidad material del impacto de la frontera y de las diversas actividades que eran realizadas en estos enclaves de carácter militar. Así como comprender a escala más amplia el periodo islámico poco conocido en los territorios extremeños. El proyecto arqueológico a lo largo de las 10 campañas, iniciadas en 2009 y desarrolladas todos los veranos, ha sacado a la luz estructuras y la forma de poblamiento correspondiente a la última fase de ocupación de Madina Albalat. 
Gracias al Proyecto arqueológico se ha podido conocer el proceso de abandono que sufrió el yacimiento después de su destrucción, que nos informa de que Albalat no sufrió una reocupación tras la destrucción por las milicias.
En cuanto a los vestigios arqueológicos superficiales del yacimiento, destaca su recinto murario conservado (arrasado en su lado norte) y 12 torres cuadrangulares defensivas. El recinto de forma trapezoidal irregular que comprende un área intramuros de cerca de 2,5 ha. De los estudios sobre la muralla se han podido reconocer 3 fases diferentes, con aparejos diferenciados numerosas reparaciones y reformas, infiere una ocupación amplia y compleja con tres grandes ampliaciones en busca de mayor grosor y protección, así como más monumentalidad. 
Más allá del recinto cerrado, se han documentado estructuras extra muros, como la maqbara o necrópolis, a 100 m al oeste del poblamiento, en una banda de tierra formada por el Tajo y el arroyo de la Garganta de la Canaleja. A pesar de que en 1945 aparecieron dos epitafios fechados en el s. XI, la necrópolis no se descubrió completamente hasta 2001 por el descenso de las aguas de los embalses del río Tajo. Sin embargo fue imposible de excavar por la rápida subida de los niveles de agua, y por el generalizado e inconsciente expolio que sufrió la necrópolis impidiendo cualquier estudio que pudiese realizarse, perdiéndose una importante fuerte de información para el conocimiento de este yacimiento. 
En 2008 volvieron a descender las aguas apareciendo vestigios de un arrabal con casas y un hamman prácticamente completo que fue excavado y documentado.  
El proyecto de excavaciones en el interior del recinto amurallado se inició con el objetivo de conocer la realidad de la ocupación interna de la medina murada, con el fin de conocer los espacios más susceptibles de resultados se realizaron una serie de prospecciones geofísicas para determinar la localización de los sondeos.
Estos sondeos fueron excavados mediante la metodología de área abierta, conformando actualmente 3 sectores con un espacio abierto de más de 1000 m². 
La estratigrafía del yacimiento ha evidenciado el final de ocupación correspondiendo con un final violento a mediados del siglo XII, este fin de poblamiento se relaciona a la aparición de numerosos contextos de incendio de espacios domésticos, proyectiles de jabalina y arco, así como el consumo de jóvenes équidos algo poco frecuente debido a los costes de este animal.  Gracias a estos derrumbes súbitos de techumbres de tejas y tierra, se han podido conservar importantes conjuntos de material arqueológico intactos (cerámica, fauna, semillas, vidrio, etc.) 
Los espacios domésticos excavados, reflejan la estructura típica de casa andalusí para estas cronologías siendo vertebradas por un partió central abierto y pavimentado con grandes lajas irregulares de pizarra. A este espacio central se abren el resto de estancias de diferente forma, tamaño y uso. Se han identificado espacios dedicados a usos concretos como las cocinas con hogares formados por estructuras de ladrillos encastrados en el suelo y letrinas con pozo negro asociado. 
La casa más destacada del yacimiento se encuentra en el sondeo 1, destaca por su tamaño, su patio central con cisterna para captación y almacenamiento de aguas, letrina, cocina y un habitación principal marcada por una arcada de ladrillos donde se encontró una ocultación de 8 dírhams de oro de época Almorávide.  
Esta ocultación junto a material cerámico de calidad (ataifores, frasco de perfume, hueso trabajado, etc.) nos demuestra cierta relevancia de Madina Albalat a nivel económico. 
Los sondeos 2 y 3 se componen de edificios yuxtapuestos, donde se han podido documentar una zona de talleres metalúrgicos con dos forjas y niveles ricos en carbones, escorias y batituras características del trabajo de depuración, elaboración y reciclaje del metal. Así como instrumental de trabajo como martillo y cuña. Su función sería para la elaboración y mantenimiento de objetos de hierro de uso cotidiano en el yacimiento. 
No conocemos todas las áreas de producción locales (salvo las forjas) pero se puede inferir por el material que parte sería producido a nivel local. 
Estudios multidisciplinares, como los estudios zooarqueológicos de J.A. Garrido García, han revelado el consumo alimenticio de los pobladores. Destacando el consumo de ovejas y cabras (lana, leche y carne), y menos presencia de bóvidos (más usados para el trabajo agrícola), presencia de animales de caza como el conejo, la liebre, perdices y cérvidos. A pesar de su cercanía al río aparece poco pescado y tortugas posiblemente por la dificultad de conservar y reconocer los restos de estas especies.  
Se ha podido conocer de la misma manera el proceso de abandono que sufrió el yacimiento después de esta ocupación, que nos informa de que las zonas excavadas hasta día de hoy no sufrieron una reocupación tras la destrucción por las milicias en 1142. Se conoce en 1195 la donación real de la Villa y Castillo de Albalat a la orden de Trujillo. Esta falta de ocupación posiblemente fue por la pérdida de su valor estratégico, por el fracaso de los intentos de repoblación, asociado a problemas logísticos como falta de recursos humanos en un contexto de presiones militares por parte del Califa Almohade Abu Yúsuf Yaacub al-Mansur quién en 1196 recupera todo esta región.